# مولیبدن دی‌سولفید
مولیبدن دی‌سولفید (به انگلیسی: Molybdenum disulfide) با فرمول شیمیایی MoS۲ یک ترکیب شیمیایی است. که جرم مولی آن ۱۶۰٫۰۷ g/mol می‌باشد. شکل ظاهری این ترکیب، جامد سیاه است.